# Bernardina
La bernardina es un género jocoso oral que se utilizaba sobre todo entre los estudiantes del Siglo de Oro español para burlarse de los palurdos e ignorantes, y consiste en proferir con aire solemne una frase disparatada o absurda, de lenguaje enmarañado, pronunciándola con tono perfectamente serio como si fuera algo crucial o muy importante, siendo solo un galimatías o una logorrea.
Se trata de uno de los géneros jocosos catalogados por el hispanista Maurice Chevalier dentro de la agudeza verbal barroca, y su equivalente en francés es la amphigouri. El lexicógrafo Sebastián de Covarrubias la definía así en su Tesoro (1611):
Unas razones que ni atan ni desatan y, no significando nada, pretende el que las dize, con su dissimulación, engañar a los que le están oyendo. Pienso tuvo su origen en algún mentecapto llamado Bernardino, que razonando dezía muchas cosas sin que una se atasse con otra.
Su verdadera etimología permanece hoy en día todavía muy discutida. En los textos más antiguos, se mencionan berlandinas (Romancero General, Andrés Rey de Artieda, Carlos García) o bernaldinas (Juan de la Cueva). En una loa de Agustín de Rojas (1603) se estabiliza ya como bernardinas. Los contextos en los que aparece la expresión tienen que ver con otros géneros jocosos orales populares, como las chanzas, chilindrinas, chiculíos, entretenidas, imposibles, desatinos, rodomontadas o bravatas, embelecos, bachillerías, dislates y cuentos chinos.
Gonzalo Sobejano define así la intención a que responde este género jocoso barroco:
Dicen bernardinas los ladrones para dejar suspensos a aquellos a quienes van a despojar; las dicen pícaros y pícaras para robar y seducir; dícenlas los enamorados para deslumbrar a la mujer o llegar hasta ella sorteando obstáculos y divirtiendo vigilancias, y los criados de los galanes para ayudar a éstos en sus aventuras. Pero no es la codicia el único móvil de estas orales ingeniosidades: con frecuencia lo es también la vanidad. Porque bernardinas dicen asimismo los fanfarrones, los charlatanes, y las dicen los pedantes de toda clase: médicos, alquimistas, letrados, estudiantes, poetas cultos y hasta predicadores. En suma, dicen bernardinas todos cuantos, reduciendo el valor comunicativo del lenguaje a un llamamiento confuso, convierten el tiempo del que escucha en un éxtasis. Quien echa bernardinas ha de lograr que el interpelado, no entendiéndole, ansíe entenderle. Si el ansia de entender tropezase al instante con el disparate crudo, cesaría, y el sujeto recobraría conciencia del tiempo y se percataría de las pretensiones del burlador. El procedimiento adecuado, por tanto, no puede ser el disparate crudo, sino el casi disparate. Mientras crea la persona que late algún sentido en el fondo de lo que va escuchando, seguirá atendiendo, y con tanto más afán, con mayor embeleso, cuanto más razonables parezcan los dislates: por la disposición de lo enunciado, por el gesto, la voz, el prestigio de quien habla, o por otra causa.
Distingue Sobejano entre dos tipos fundamentales de bernardina:
- La verbal o de vocablos.
- La conceptual o de razones.

La primera confunde al oyente con palabras que no existen dentro del idioma o que son oscuras, y aun ininteligibles, para él. La bernardina conceptual suspende al oyente con razones que, carentes de sentido, no violan sin embargo la materia misma de la lengua.
Miguel de Cervantes las usa mucho en su teatro y en sus Novelas ejemplares como recurso cómico. Por ejemplo, en Rinconete y Cortadillo:
...Le llamó y le retiró a una parte, y allí le comenzó a decir tantos disparates, al modo de lo que llaman bernardinas, cerca del hurto y hallazgo de su bolsa, dándole buenas esperanzas, sin concluir jamás razón que comenzase, que el pobre sacristán estaba embelesado escuchándole; y como no acababa de entender lo que le decía, hacía que le replicase la razón dos y tres veces. Estábale mirando Cortado a la cara atentamente, y no quitaba los ojos de sus ojos; el sacristán le miraba de la misma manera, estando colgado de sus palabras. Este tan grande embelesamiento dio lugar a Cortado que concluyese su obra, y sutilmente le sacó el pañuelo de la faldriquera...